# 新機動戰記GUNDAM W 無盡的華爾茲
《新機動戰記GUNDAM W 無盡的華爾茲》（日语：新機動戦記ガンダムW Endless Waltz）是1997年發售的日本OVA作品，共三集，後來剪輯成動畫電影《新機動戰記GUNDAM W 無盡的華爾茲 特別篇》於1998年8月1日上映。故事承接《新機動戰記GUNDAM W》的劇情。

## 故事背景
在地球與宇宙间的冲突於殖民後195年圣诞前夜結束后，地球与殖民地联合在了新成立的地球圈统一国家旗下，走上了完全和平的道路。殖民後196年圣诞前夜，除五飛外，希洛等四位GUNDAM駕駛員決心把GUNDAM送往太陽丟棄。然而，就在全世界都在庆祝圣诞之时，地球圈统一国家直属的维和组织“预防者”却在L3宙域发现了战争的火种：用于制造新型机动战士的装甲材料--新鈦合金。
巴頓財團的領袖以及流星作战原计划的主谋，德基姆·巴顿，利用前OZ統帥杜魯斯之女玛莉梅亚作为傀儡領袖成立軍隊，以殖民地L3 X-18999為基地，同時绑架擔任地球外交官，前往X-18999訪問的莉莉娜作人質。德基姆企圖利用新型机动战士“沙波多”以及X-18999殖民地實行真正的流星作戰--通过殖民地落下使地球陷入混乱，再利用机动战士进行武力镇压。GUNDAM机师们不得不分头行动：卡特爾驾驶太空梭，前去取回即将被送入太阳的GUNDAM；而希洛与迪歐進入殖民地化解危機。然而，挡在两人面前的，却是已加入玛莉梅亚军的五飛与特洛瓦...
OVA版(全3話)
- 第一話 - 平靜的軌道
- 第二話 - 逝去的流星
- 第三話 - 回歸於永恆

Endless Waltz 特別篇

特别篇是将OVA三话剪辑为一部电影的剧场版。其中去除了OVA每話間的回顧以及標題畫面，并加插了許多額外場景（如莎莉救出X-18999中的人質，桃樂斯鼓勵人群反抗等）以及各駕駛員戰後生活的片段，同時某些场景的配樂也有所不同（如希洛正式换乘飞翼零式時的BGM，在特别篇換為主题曲Last Impression）。

## 製作人員
- 企畫：SUNRISE
- 原作：矢立肇、富野由悠季
- 監督：青木康直
- 系列構成：隅澤克之
- 人物設定：村瀨修功
- 衣裝設定協力：出淵裕
- 機械设定：大河原邦男、ヵトキハジメ、石垣纯哉
- 美術監督：竹田悠介、佐藤勝
- 作画監督: 菱沼義仁
- 攝影監督：大神洋一
- 音響監督：浦上靖夫
- 音樂：大谷幸
- Producer：小泉美明（朝日電視）、植田益朗（SUNRISE）、富岡秀行（SUNRISE）
- 製作：朝日電視、SUNRISE
- 製作協力：電通、創通Agency

### 配音人員
| 角色                | 日本       | 臺灣地區 | 香港   |
| 希洛·唯             | 綠川光     | 曹冀魯   | 梁偉德 |
| 迪歐·麥斯威爾       | 關俊彥     | 鄭仁君   | 鄺樹培 |
| 特洛瓦·巴頓         | 中原茂     | 夏治世   | 蘇強文 |
| 卡特爾·拉巴伯·溫拿  | 折笠愛     | 賀世芳   | 馮錦堂 |
| 張五飛              | 石野龍三   | 符爽     | 陳卓智 |
| 莉莉娜·德利安       | 矢島晶子   | 鄭仁君   | 梁少霞 |
| 傑克斯·馬吉斯       | 子安武人   | 孫誠     | 潘文柏 |
| 特洛瓦·巴頓（真）   | 中村秀利   | 孫誠     | 李錦綸 |
| 德基姆·巴頓         | 依田英助   | 符爽     | 張炳強 |
| 瑪莉梅亞·克休里納達 | 佐久間玲   | 賀世芳   | 劉惠雲 |
| 蕾蒂·安             | 纱百合     | 賀世芳   | 沈小蘭 |
| 莎莉·鮑             | 冬馬由美   | 賀世芳   | 袁淑珍 |
| 露克蕾琪亞·諾茵     | 橫山智佐   | 鄭仁君   | 曾秀清 |
| 凱薩琳·布倫         | 鈴木砂織   | 鄭仁君   | 黃麗芳 |
| 桃樂絲·卡塔羅尼亞   | 松井菜樱子 |          | 陸惠玲 |
| J博士               | 稻葉實     | 符爽     | 源家祥 |
| G教授               | 藤本讓     | 孫誠     | 源家祥 |
| S博士               | 大瀧進矢   | 符爽     | 張炳強 |
| H教授               | 田口昂     | 夏治世   | 林國雄 |
| 拉席得              | 中田和宏   |          | 源家祥 |
| 奧達                | 中村大樹   |          | 陳卓智 |
| 亞福馬特            | 千葉一伸   |          | 張炳強 |
| 阿卜杜勒            | 森川智之   |          | 林國雄 |
| 旁白                | 大塚明夫   | 符爽     | 蘇強文 |

## 主題歌
OVA片尾曲
- 「WHITE REFLECTION」
- 作詞：永野椎菜、作曲：高山南、編曲：高山南、永野椎菜、主唱：TWO-MIX

電影片尾曲
- 「LAST IMPRESSION」
- 作詞：永野椎菜、作曲：高山南、編曲：高山南、永野椎菜、主唱：TWO-MIX

## 外部連結
- サンライズ公式Web （页面存档备份，存于）
- 新機動戦記ガンダムW Endless Waltz／新機動戦記ガンダムW Endless Waltz 特別篇 - GUNDAM.INFO （页面存档备份，存于）
- 新機動戦記ガンダムW Endless Waltz （页面存档备份，存于）
- 互联网电影数据库（IMDb）上《Mobile Suit Gundam Wing The Movie - Endless Waltz》的资料（英文）